# Instituto Misgav para Segurança Nacional e Estratégia Sionista
O Instituto Misgav para Segurança Nacional e Estratégia Sionista é um think tank israelense conservador, fundado e liderado por importantes figuras de direita. Com sede em Jerusalém, foi fundado em 2005 por Israel Harel e Joel Golovensky com o nome de Instituto para Estratégias Sionistas. Durante os anos de 2013 e 2019, foi presidido por Yoaz Hendel. Em 2023, ganhou o nome atual e desde então é dirigido por Meir Ben-Shabbat. Os principais membros do Instituto Misgav têm participação significativa no Fórum de Políticas Kohelet, incluindo o presidente do Kohelet, Moshe Koppel.

## Atividades

### Força-Tarefa Constitucional
Em 2006, a instituição apresentou um rascunho para uma possível constituição para Israel. O projeto enfatizava seções definindo o Estado de Israel como lar nacional do povo judeu e alterava significativamente o relacionamento entre o poder judiciário e os poderes legislativo e executivo. A Força-Tarefa Constitucional tinha entre seus membros: Avraham Diskin, Moshe Koppel, Berachyahu Lifshitz, Uri Strosemn, Rabino Dan Barry, Yitzhak Klein, Joel Golovensky e Israel Harel. Este projeto de constituição não foi adotado.

### Financiamento estrangeiro para ONG
Esse projeto analisou mais de vinte organizações não governamentais em Israel e seus doadores. Ao fim do estudo, emitiu um relatório conjunto com a ONG Monitor, alegando que governos estrangeiros estavam financiando tais organizações com o objetivo de influenciar a política israelita e a opinião pública. Como resultado, foi proposto um projeto de lei ao Knesset exigindo a divulgação de financiamento por ONG que recebem apoio de entidades políticas estrangeiras. O projeto de lei foi aprovado em fevereiro de 2011 e não foi bem recebido pela União Europeia . 

### Acusações de viés acadêmico
O Instituto Misgev participou da pesquisa de Hanan Moses, para examinar a extensão do "viés por um discurso pós-sionista" nos departamentos de sociologia nas universidades israelenses e se o que o Instituto define como "narrativa sionista" recebe igual tratamento igual no ambiente acadêmico israelense. A pesquisa revelou que todas as universidades israelenses, exceto a Universidade Bar-Ilan, apresentam um "viés pós-sionista" em seus departamentos de sociologia. Essas alegações foram comparadas por alguns a macarthismo.